# Menilita
La menilita és una varietat d'òpal de color marró a grisenc. S'anomena d'aquesta manera perquè es va descriure per primera vegada a Ménilmontant (París), on es produeix com a concrecions dins de l'esquist de menilita bituminosa de l'Oligocè primerenc.
També conegut com òpal menilitic, ofereix un aspecte extern de color blanc, format per un nucli recobert per diatomita. La diatomita, també anomenada terra de diatomees, és una roca sedimentària formada per l'acumulació de microfòssils de diatomees.

## Descripció

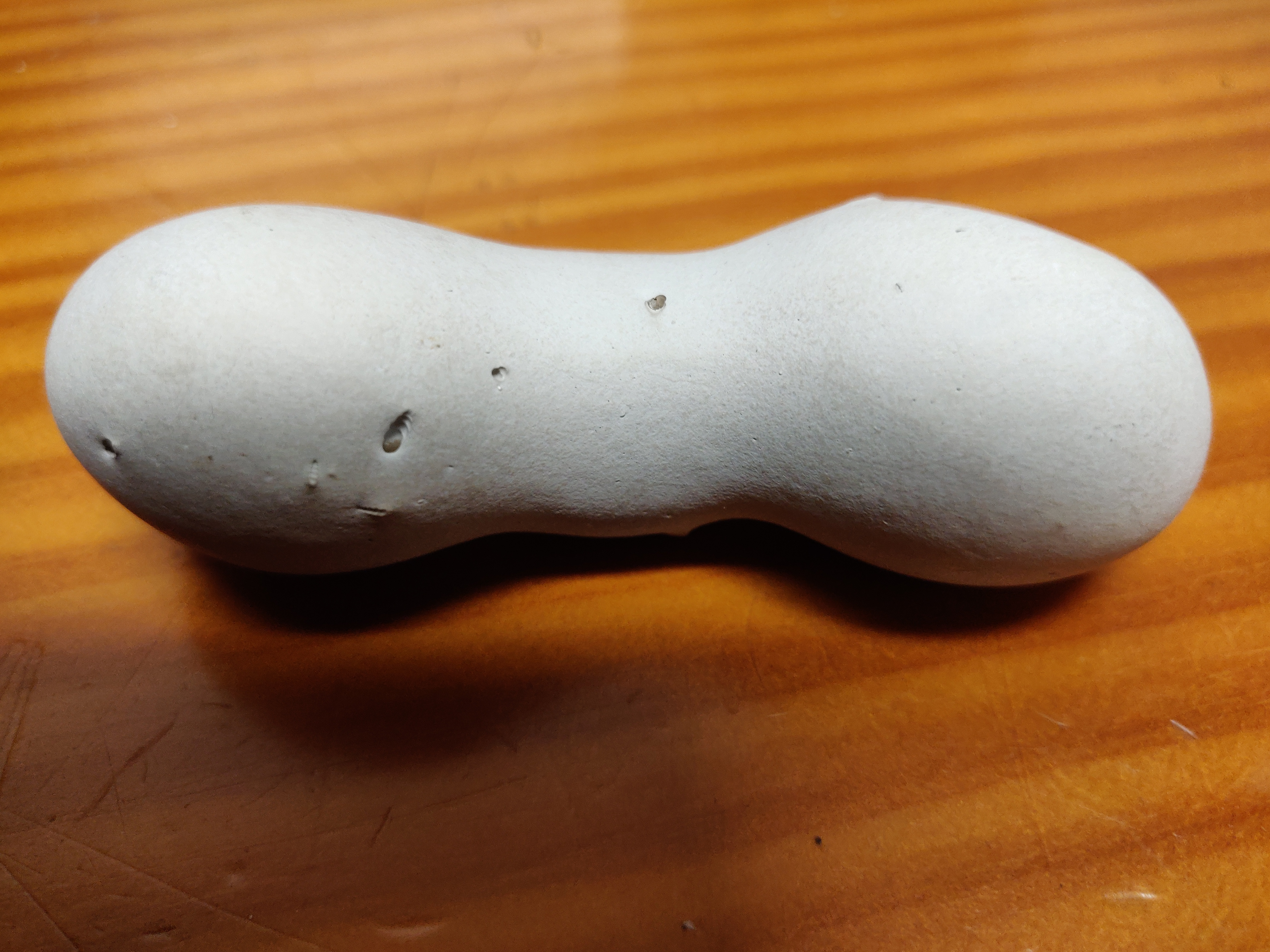
Òpal menilític (menilita), concreció amb recobriment de diatomita

Aquest tipus d'òpals adopten un aspecte arrodonit amb corbes suaus. Es van formar en zones lacustres durant el Miocè superior. La mida habitual és d'entre tres i cinc centímetres, encara que poden ser més grans i assolir els 8 centímetres o més. La forma d'aquestes concrecions pot recordar una figura humana i popularment han rebut noms com "ídols" o "ninots". S'han trobat en assentaments humans de l'Edat del Bronze localitzats al sud-est de la península ibèrica, encara que no es coneix del cert si tenien una funció utilitària o màgica.
A més a més de França, dins d'Europa només ha estat descrita a Polònia i Espanya. Als territoris de parla catalana se'n pot trobar al Camp dels Ninots de Caldes de Malavella, a la comarca de la Selva (Catalunya). També ha estat trobada al Marroc, Algèria i el Japó.